# جاريك أغنيو
جاريك أغنيو (بالإنجليزية: Garrick Agnew) (21 سبتمبر 1930 – 3 أغسطس 1987) كان سباح، من أستراليا، مثّل بلاده في الألعاب الأولمبية الصيفية 1952، والألعاب الأولمبية الصيفية 1948.

## وصلات خارجية
- جاريك أغنيو على موقع الاتحاد الدولي للسباحة (الإنجليزية)
- جاريك أغنيو على موقع أوليمبيديا (الإنجليزية)
- جاريك أغنيو على موقع اللجنة الأولمبية الأسترالية (الإنجليزية)
- جاريك أغنيو على موقع اتحاد ألعاب الكومنولث (مؤرشف) (الإنجليزية)